# Сплисбоэль, Ким
Ким Сплисбоэль (дат. Kim Splidsboel; 25 ноября 1955, Копенгаген, Дания) — датский футболист и футбольный тренер.

## Карьера
Будучи футболистом, Ким Сплисбоэль выступал за команды «Видовре» и «Херфёльге».
Свою тренерскую карьеру начал в юношеское сборной Дании. Затем специалист несколько лет работал с молодежным составом «Брондбю». Помимо этого, Сплисбоэль возглавлял несколько датских клубов низших лиг.
С 2000 по 2002 год он был главным тренером сборной Малави. 24 августа 2008 года Ким Сплисбоэль возглавил армянский «Бананц». На этом посту он сменил болгарина Неделчо Матушева. Однако уже через 6 туров датчанин был уволен со своей должности.
После своей работы в Армении, наставник вернулся на родину, где работал с клубами Второго дивизиона Дании.